# Bandeira da Organização Internacional da Francofonia
A Bandeira da Organização Internacional da Francofonia é um dos símbolos oficiais da Organização Internacional da Francofonia (OIF).

## História

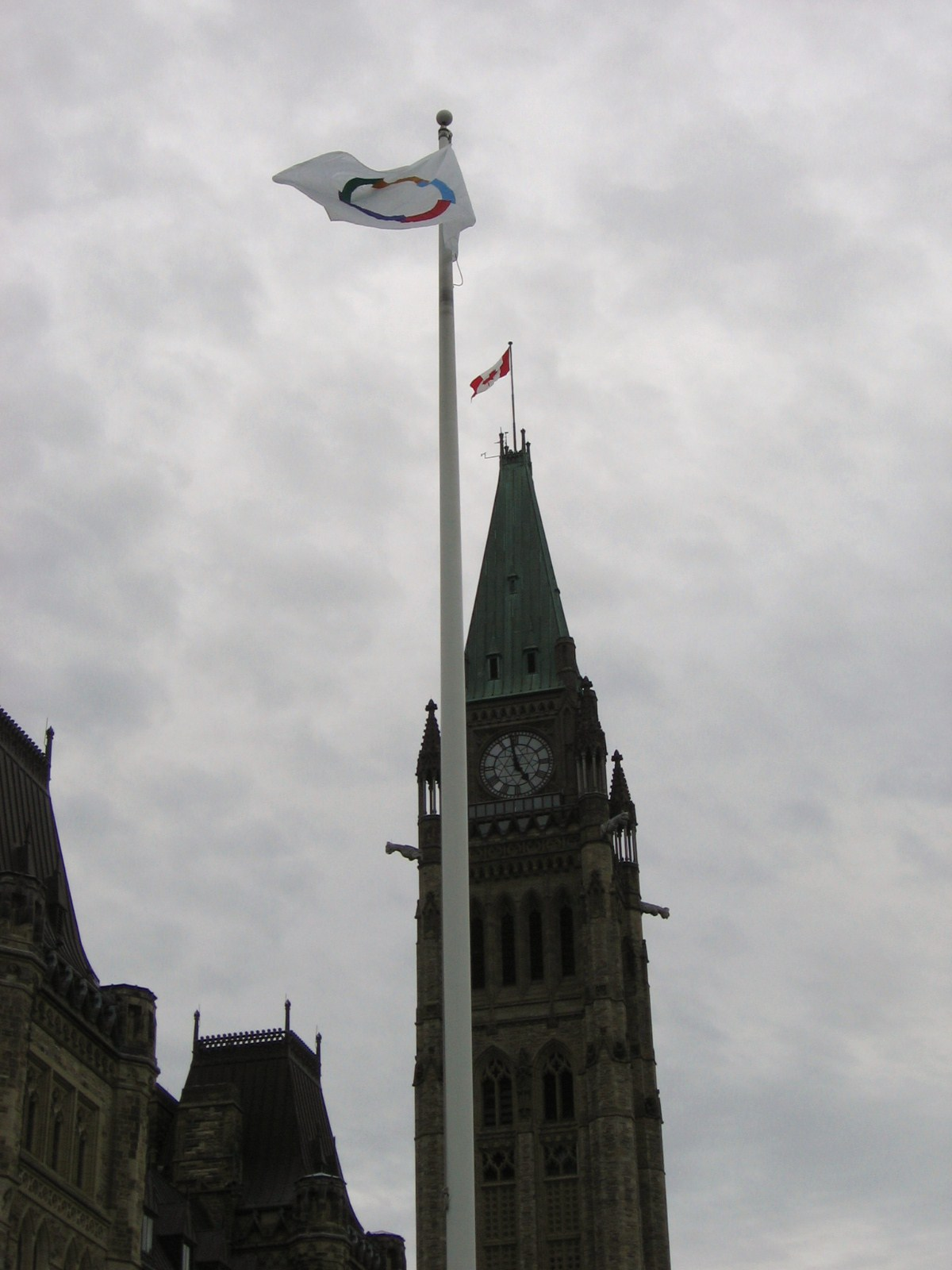
Bandeira da Francofonia hasteada no Parlamento do Canadá, Ottawa

Apesar da existência da organização remontar aos anos de 1970, apenas em 1987 foi proposta a adoção de uma bandeira. Essa proposta foi feita durante a Cúpula realizada em Quebec, quando a Delegação do Níger propôs que o emblema dessa Cúpula fosse adotado como emblema permanente da Organização.

## Características
Seu desenho consiste em retângulo branco em cujo centro está o emblema da OIF. Esse emblema é composto por cinco porções de arco idênticos que apoiam-se umas nas outras para formar um círculo. Esse círculo tem um diâmetro interno que é igual a seis vezes a largura das faixas. A partir do topo, no sentido horário, as faixas são verde, violeta, vermelha, azul e amarela, respectivamente."
Suas cores padrão são:
| Cor | Sistema Pantone     | CMYK       | RGB           | Hex     |
| --- | ------------------- | ---------- | ------------- | ------- |
|     | Branco              | 0.0.0.0    | 255, 255, 255 | #FFFFFF |
|     | Verde 3278C         | 100.0.65.0 | 0, 155, 119   | #009B77 |
|     | Violeta 2602C       | 58.99.0.0  | 135, 24, 157  | #87189D |
|     | Vermelho 485C       | 0.95.100.0 | 218, 41, 28   | #DA291C |
|     | Azul Process Cyan C | 100.0.0.0  | 0, 163, 224   | #00A3E0 |
|     | Amarelo 116C        | 0.10.98.0  | 255, 205, 0   | #FFCD00 |

## Simbolismo
O desenho do emblema representa a união e denota o caráter universal da francofonia. Os cinco segmentos que formam o anel representam os cinco continentes onde estão os membros da organização. As cinco cores representam as várias cores encontradas nas bandeiras dos países e governos participantes. Além disso, a sobreposição dos arcos, de modo que uns apoiam-se nos outros para formar um círculo evoca a ajuda mútua, o reagrupamento e a colaboração harmoniosa.